# Schistometopum gregorii
Schistometopum gregorii es una especie de anfibio gimnofión de la familia Caeciliidae.
Habita en la cuenca baja del río Tana (Kenia) y en la del río Rufiji, en las zonas costeras de la provincia de Bagamoyo (Tanzania).
Sus hábitats naturales incluyen bosques secos tropicales o subtropicales, ríos, pantanos, plantaciones, jardines rurales, zonas previamente boscosas ahora muy degradadas y tierras agrarias inundadas en algunas estaciones.
Constituye una amenaza para esta cecilia la pérdida de su hábitat natural.